# Slow Down Baby
Slow Down Baby – piosenka R&B stworzona na trzeci album studyjny amerykańskiej piosenkarki Christiny Aguilery pt. Back to Basics (2006). Wyprodukowany przez Marka Ronsona, utwór wydany został jako czwarty singel promujący krążek dnia 24 lipca 2007 roku w Australii i Oceanii.
Poza Oceanią singel dystrybuowany był w wybranych regionach świata. Nie był promowany oficjalnym wideoklipem (za nieoficjalny klip posłużył zapis jednego z występów Aguilery w ramach tournée Back to Basics Tour) oraz nie spotkał się z żadną formą promocji medialnej, objął jednak pozycje w blisko dziesięciu oficjalnych notowaniach przebojów singlowych, w tym trzy miejsca w Top 10 danych zestawień. Odbiór utworu przez krytyków muzycznych był pozytywny.

## Informacje o utworze
Piosenka została napisana przez samą Aguilerę, a także sztab innych muzyków: Marka Ronsona, Gladys Knight, Karę DioGuardi, Raymonda Angry’ego, Williama Guesta, Meralda Knighta, Edwarda Pattona, Tony’ego Yayo, Michaela Harpera i rapera 50 Centa. Zawiera sample z dwóch utworów – „Window Raisin’ Granny” (1973) zespołu Gladys Knight & the Pips oraz „So Seductive” (2005) z repertuaru Tony’ego Yayo. Nim Mark Ronson rozpoczął współpracę z Aguilerą, dostarczył jej wersje demo stworzonych przez siebie utworów. Choć nie sądził, że artystka będzie zainteresowania ich przyjęciem, i planował zaoferować je muzykom hip-hopowym (w tym nowojorskiemu duetowi M.O.P.), wokalistka przejawiła chęć nagrania piosenek. „Slow Down Baby” jest kompozycją rhythmandbluesową oraz jazz-rapową. Zawiera również elementy muzyki pop, funku, hip-hopu, soulu i klasycznego jazzu. Krytyk muzyczny Nick Levine podsumował piosenkę jako „pop w wersji retro”. Utwór nagrano w 2006 roku w pracowniach Allido Sound w Nowym Jorku oraz The Record Plant w Los Angeles. „Slow Down Baby” komponowany był w tonacji fis-moll, oparty jest na schemacie metrycznym oraz szybkich ruchach 110 uderzeń na minutę. Głos wykonawczyni opiera się na oktawach, od A3 do G5. Melodię stworzono przy udziale takich instrumentów muzycznych, jak: gitara basowa, gitara klasyczna, klawikord, organy, rogi i pianino. Producent Mark Ronson jest twórcą beatu piosenki; podczas sesji nagraniowych odpowiadał także za grę na gitarach. Według opinii dziennikarzy muzycznych, zastosowane w „Slow Down Baby” rogi nawiązują do ścieżek dźwiękowych filmów z nurtu blaxploitation, z lat siedemdziesiątych. W tekście utworu kobieta nalega, by natarczywy adorator przestał się do niej zalecać. W refrenie pada tytułowy zwrot: „zwolnij, kochanie”, okraszony komentarzem: „nie jestem twoją panią”. W 2007 roku piosenka znalazła się na albumie kompilacyjnym Christina Aguilera – Greatest Hits, wydanym przez Star Mark w Rosji.

## Wydanie singla
O planach wydania przez Aguilerę „Slow Down Baby” jako singla media donosiły już w czerwcu 2007 roku. Zapowiadano wówczas, że piosenka będzie ostatnią z albumu Back to Basics wydaną na singlu (mimo to, finalnym singlem został pół roku później „Oh Mother”). Lipcem 2007 utwór opublikowano w postaci promocyjnego singla CD w Australii, Oceanii i krajach azjatyckich, a także w Szwecji, gdzie posłużył za dodatek do jednego z numerów magazynu Cosmopolitan. Nie wydano go w Stanach Zjednoczonych. Do użytku dyskotekowego wydano kompakty z remiksami, zatytułowane „Aleko’s Ultra Violet Mixes”. Ich autorem był DJ Aleko. Nagranie zyskało emisję radiową między innymi w Niemczech, Czechach, Wielkiej Brytanii i USA.
Australijska premiera fizycznych egzemplarzy singla przypadła na 28 lipca 2007. Wcześniej, 24 lipca, miała miejsce premiera w systemie digital download. W Australii utwór zadebiutował na pozycji #21 listy ARIA Singles Chart, stając się jednocześnie pierwszym od czasu ballady „I Turn to You” singlem Christiny Aguilery, który nie uplasował się w Top 10 notowania. Trafił też do czołowej dwudziestki listy ARIA Physical Singles Chart. W Europie „Slow Down Baby” nie został opublikowany ani na płytach kompaktowych, ani w sprzedaży cyfrowej, będąc wydanym wyłącznie jako singel airplayowy w wybranych krajach tego kontynentu. Emisji piosenki podjęły się stacje radiowe w Bułgarii, Holandii i na Litwie. „Slow Down Baby” odniosło spory sukces w Kostaryce, choć oficjalnie nie odnotowało tam premiery jako singel. W zestawieniu Costa Rica Top 40 Chart piosenka zajęła wysokie, ósme miejsce. Piosenka osiągnęła szczyt listy radiowych przebojów Bułgarii, zajęła miejsce w czołowej dziesiątce notowania najpopularniejszych wydawnictw singlowych w Indonezji oraz objęła pozycję dwunastą holenderskiej listy Mega Airplay Top 50. Utwór zanotował swoją obecność także na listach w Nowej Zelandii, Chile i na Litwie, plasując się na pozycjach spoza Top 30.

## Opinie
Według redaktorów strony internetowej the-rockferry.onet.pl, „Slow Down Baby” to jeden z dwudziestu pięciu najlepszych utworów nagranych przez Aguilerę w latach 1997–2010. W zestawieniu o nazwie „Piosenki Christiny Aguilery, których nie nigdy nie słyszałeś, a powinieneś” dziennikarka muzyczna Lexxie Ehrenkaufer (hypable.com) rekomendowała nagranie jako jeden z najbardziej wartościowych utworów w dyskografii artystki. „To wstyd, że ten kawałek nie został jednym z pierwszych singli promujących album Back to Basics (...). ‘Slow Down Baby’ doskonale oddaje aurę płyty (...); charakteryzują go big-bandowa muzyka, potężny wokal i ogólny seksapil” – pisała Ehrenkaufer. Sebastian Mucha (popheart.pl) wskazał „Slow Down Baby” jako jedną z dziesięciu najlepszych niesinglowych piosenek Aguilery (utwór wydano na singlu tylko w Australii).

### Recenzje
Utwór uzyskał pozytywne recenzje krytyków muzycznych. Dan Gennoe, pamflecista współpracujący z serwisem Yahoo! Music, docenił rhythmandbluesowy charakter piosenki oraz jej vintage’owy styl. Według Chase’a Almeidy (concerttour.org), w utworze „Slow Down Baby” Aguilera w ambitny sposób „zderzyła ze sobą starą i nową szkołę R&B”. Recenzent portalu internetowego chaoticdusk.com również wydał pozytywne omówienie, pisząc: „'Slow Down Baby’ to idealne połączenie współczesnego i starego stylu, (...) utwór zarażający, seksowny i zabawny. Instrumenty dęte są agresywne, wokal Christiny Aguilery wykrzyczany w twarz, przy czym nadal utrzymany we flirtującym tonie (...)”. Autor strony musicaddiction2.com chwalił piosenkę: „'Slow Down Baby’ to tak dobry kawałek, że powinien zostać wydany jako singel na międzynarodowych rynkach. Zasadniczo jest to miks kompozycji Aguilery ‘Ain’t No Other Man' i 'Makes Me Wanna Pray’ – przewijają się tu chórki, ale także wielkie jazzowe melodie i rogi. W pewien sposób ‘Slow Down...’ stanowi hybrydę jazzu, gospelu i hip-hopu. Bardzo lubię ten utwór”.

## Teledysk

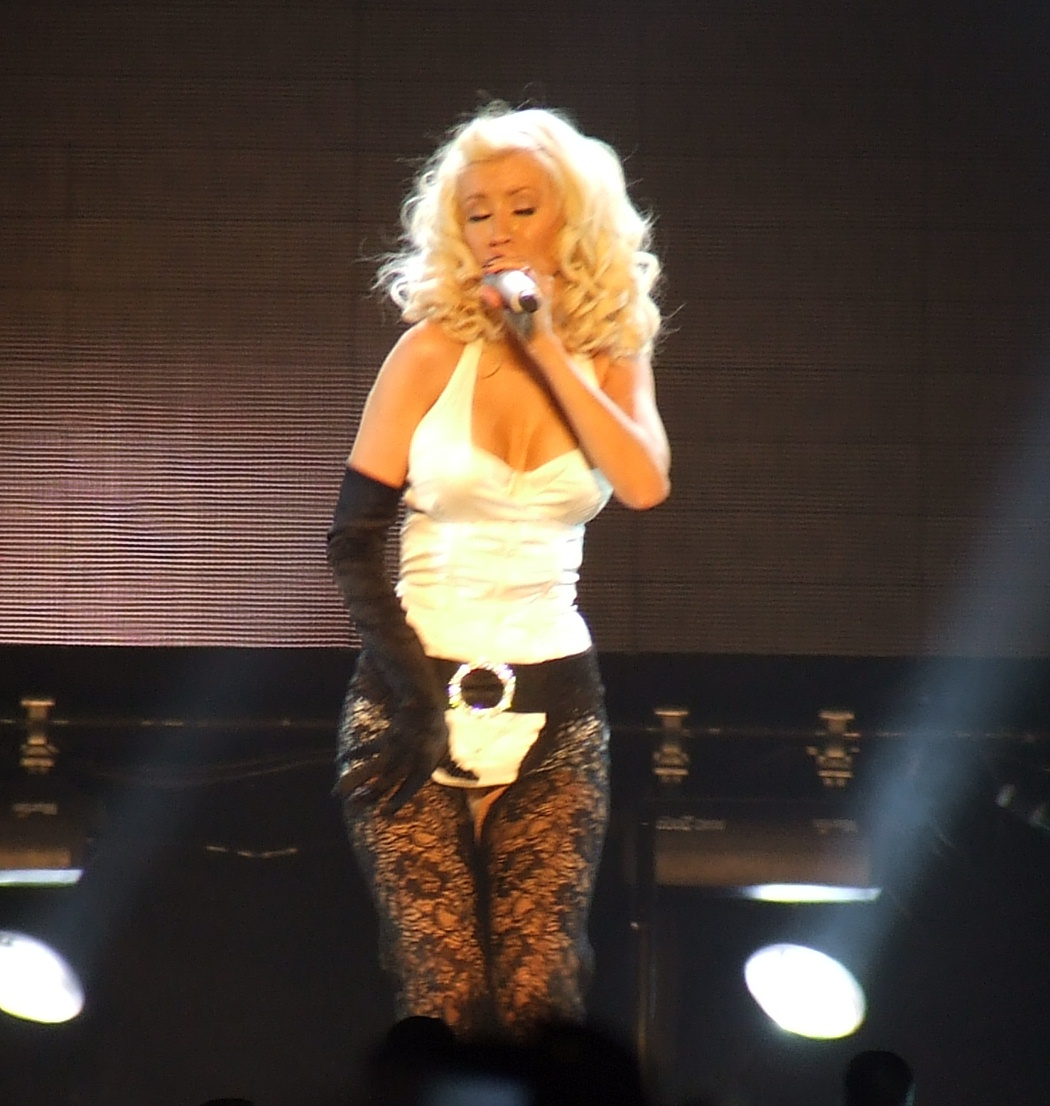
Christina Aguilera wykonuje utwór „Slow Down Baby” podczas koncertu.

Wideoklip do utworu „Slow Down Baby” emitowany był wyłącznie przez australijską telewizję, gdzie stał się przebojem kanałów muzycznych. Teledysk nie posiada fabuły, wykorzystano w nim materiał nakręcony w trakcie trasy koncertowej Back to Basics Tour.

## Wykonania koncertowe
Aguilera po raz pierwszy wykonała piosenkę 20 lipca 2006 roku w londyńskim klubie muzycznym Koko. Na sali obecnych było tysiąc pięciuset gości. Występ trwał czterdzieści minut i obejmował nagrania z niewydanego wtedy albumu Back to Basics, a ponadto „Lady Marmalade” i „Beautiful”. Recenzując show dla czasopisma Evening Standard, David Smyth uznał, że utwór „zakończył widowisko silnymi instrumentami i jeszcze silniejszym beatem”. Od listopada 2006 do lipca 2007 Aguilera koncertowała z utworem w tournée po Europie, Ameryce Północnej, Azji i Australii podczas Back to Basics Tour. „Slow Down Baby” był elementem segmentu trasy 1920's Flapper i był wykonywany jako piąty w kolejności. Przed wyjściem artystki na scenę na ekranach wizyjnych wyświetlono materiał wideo z nagłówkami prasowymi jak: „Christina – kiedyś brrudna, dziś powściągliwa”. Wykonanie piosenki podczas trasy udokumentowano na albumie DVD Back to Basics: Live and Down Under, wydanym w 2008 roku.

## Lista utworów singla
Australijski singel CD
1. „Slow Down Baby” – 3:29
2. „Slow Down Baby” (Instrumental) – 3:28

## Remiksy utworu
- Aleko’s Ultra Violet Club Mix – 5:50
- Kaffner’s Dub Remix – 4:31

## Twórcy
- Główne wokale: Christina Aguilera
- Producent: Mark Ronson
- Autor: Christina Aguilera, Mark Ronson, Kara DioGuardi, Raymond Angry, William Guest, Merald „Bubba” Knight, Edward Patton, Gladys Knight, Marvin „Tony Yayo” Bernard, Michael Harper, Curtis „50 Cent” Jackson
- Beat, gitara, gitara basowa: Mark Ronson
- Claviola, organy, pianino: Raymond Angry
- Mixer: Dave „Hard Drive” Pensado
- Asystent mixera: The Blitzburg Group
- Wokale wspierające: Christina Aguilera

## Pozycje na listach przebojów
| Kraj/region   | Notowanie (2007)       | Wydawca                     | Najwyższa pozycja |
| ------------- | ---------------------- | --------------------------- | ----------------- |
| Australia     | Top 100 Singles        | ARIA Charts                 | 21                |
| Bułgaria      | Official Airplay Chart | IFPI                        | 1                 |
| Chile         | Top 100 Airplay        | Nielsen Chile/IDERE/Monitec | 89                |
| Europa        | Official Airplay Chart | IFPI                        | 92                |
| Holandia      | Mega Airplay Top 50    | MegaCharts                  | 12                |
| Indonezja     | Top 50 Singles         | Creative Disc               | 10                |
| Kostaryka     | Top 40 Airplay         | Los 40                      | 8                 |
| Litwa         | Official Airplay Chart | IFPI                        | 32                |
| Nowa Zelandia | Official Airplay Chart | Radioscope                  | 38                |

## Historia wydania
| Region    | Data          | Format           | Wytwórnia   |
| --------- | ------------- | ---------------- | ----------- |
| Australia | 24 lipca 2007 | digital download | RCA Records |
| Australia | 28 lipca 2007 | singel CD        | RCA Records |